# إيرل توماس كونلي
إيرل توماس كونلي (بالإنجليزية: Earl Thomas Conley)‏ هو مغن مؤلف ومغني وكاتب أغاني أمريكي، ولد في 17 أكتوبر 1941 في بورتسموث في الولايات المتحدة، وتوفي في 10 أبريل 2019 بسبب مرض.

## وصلات خارجية
- الموقع الرسمي
- إيرل توماس كونلي على موقع IMDb (الإنجليزية)
- إيرل توماس كونلي على موقع ميوزك برينز (الإنجليزية)
- إيرل توماس كونلي على موقع أول ميوزيك (الإنجليزية)
- إيرل توماس كونلي على موقع ديسكوغز (الإنجليزية)